# Parophonus dejeani
Parophonus dejeani é uma espécie de insetos coleópteros pertencente à família Carabidae.
A autoridade científica da espécie é Csiki, tendo sido descrita no ano de 1932.
Trata-se de uma espécie presente no território português.